# Golden Ray
Le Golden Ray est un roulier construit en 2015 par les chantiers navals Hyundai Heavy Industries d’Ulsan pour le compte de Hyundai Glovis. Mis en service l’année suivante, il chavire à la sortie du port de Brunswick le 8 septembre 2019.

## Histoire
Le Golden Ray est un roulier construit en 2015 par les chantiers navals Hyundai Heavy Industries d’Ulsan pour le compte de Hyundai Glovis. Il est mis en service en août 2016.

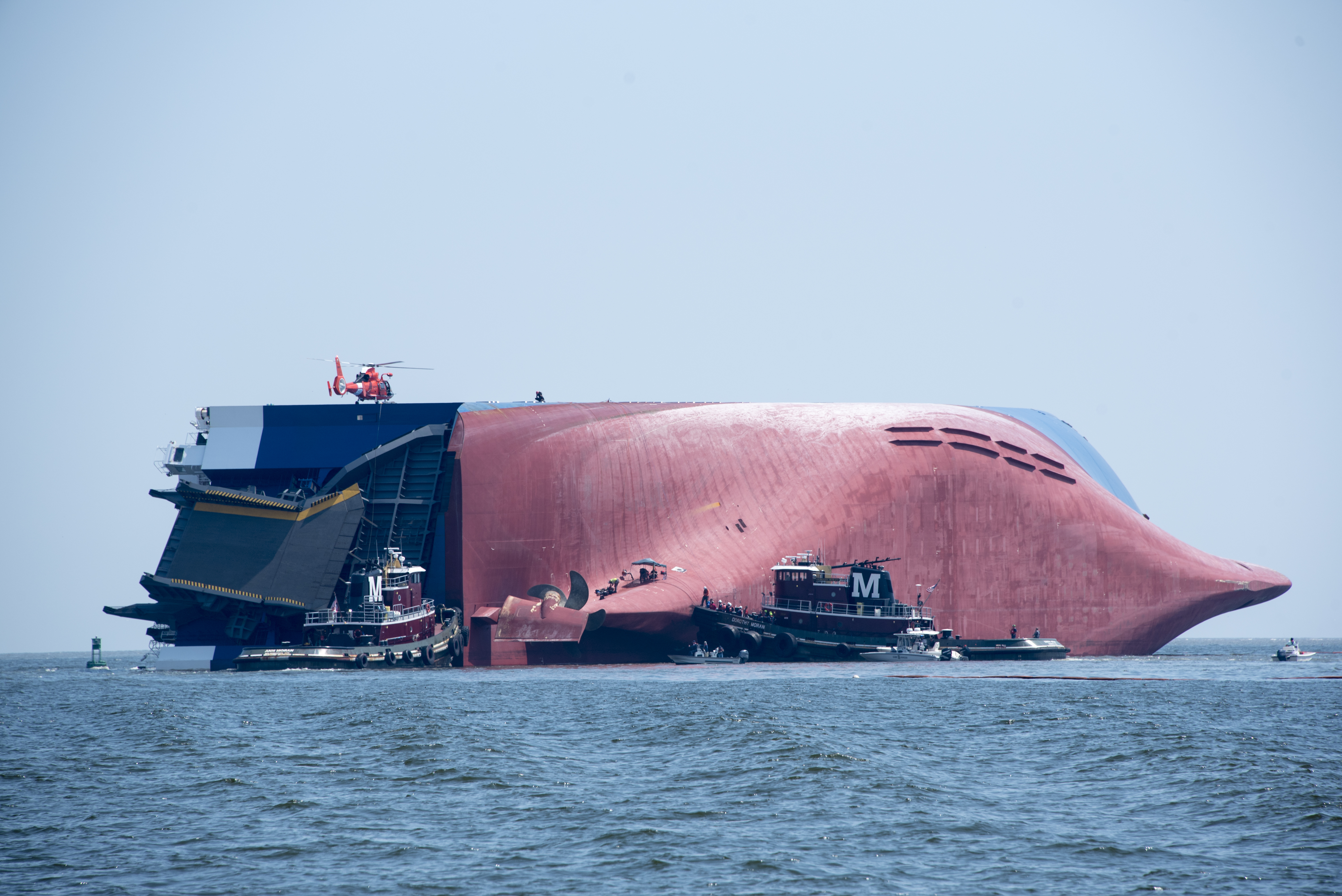
Le Golden Ray couché sur son flanc gauche le 9 septembre 2019.

Le samedi 8 septembre 2019 peu après minuit, alors qu’il vient de quitter le port de Brunswick et navigue dans le chenal de St Simons, il commence à gîter sur bâbord, 23 minutes après avoir quitté son quai pour partir en direction de Baltimore, avec un chargement composé de véhicules Kia et Hyundai produits au Mexique et destinés au marché du Moyen-Orient. Le port est immédiatement fermé et les gardes-côtes lancent une opération de sauvetage pour retrouver les quatre membres d’équipages (sur 24 personnes présentes à bord au moment de l’incident) portés disparus. Ils sont retrouvés en vie après 36 heures et évacués par un trou percé dans la coque,.

## Conséquences du naufrage
Le port de Brunswick reste fermé pendant quatre jours à la suite de l’accident et un dispositif anti-pollution est mis en place, tandis que les équipes chargées de gérer les conséquences de l’incident étudient les moyens de vider l’épave du pétrole qu’elle contient. Toutefois, malgré ces dispositions, des nappes d’hydrocarbures s’échouent sur le littoral et une fuite est signalée sur l’épave, faisant craindre un risque pour le littoral, malgré les 400 000 litres de carburant déjà évacuées. Une équipe de plongeurs est donc envoyée pour repérer et colmater la fuite.